# Виска (приток Холыньи)
Виска (Бузяны) — река в России, протекает в Поддорском районе Новгородской области. Река Бузяны вытекает из озера Боревское, затем река протекает через болото. Примерно в 3,5 км от истока река Бузяны разделяется на реки Виска и Речина. Устье реки Виска находится в 54 км по левому берегу реки Холынья. Длина реки (Бузяны и Виска) составляет 17 км.
На реке расположены деревни Белебёлковского сельского поселения: Переходы, Красный Луг, Речки, Ровно, Виджа.

## Данные водного реестра
По данным государственного водного реестра России относится к Балтийскому бассейновому округу, водохозяйственный участок реки — Ловать и Пола, речной подбассейн реки — Волхов. Относится к речному бассейну реки Нева (включая бассейны рек Онежского и Ладожского озера).
Код объекта в государственном водном реестре — 01040200312102000023964.